# Nils Sommelius
Nils Sommelius, död 1802, var borgmästare i Lunds stad och ålderman i Sankt Knuts Gille i Lund, 1776-1802.